# Distrito de Ypres
El Distrito de Ypres (en neerlandés: Arrondissement Ieper; en francés: Arrondissement d'Ypres) es uno de los ocho distritos de la Provincia de Flandes Occidental, Bélgica. Posee la doble condición de distrito judicial y administrativo. El distrito judicial de Ypres también incluye a los municipios de Staden y Moorslede, pertenecientes al vecino distrito de Roeselare.

## Lista de Municipios
- Heuvelland
- Langemark-Poelkapelle
- Mesen
- Poperinge
- Vleteren
- Wervik
- Ypres
- Zonnebeke

- Datos: Q91450